# I Sing the Body Electric (colecție de povestiri de Ray Bradbury)
I Sing the Body Electric (1969) este o colecție de povestiri științifico-fantastic de Ray Bradbury. Numele cărții este un rând din colecția de poezie Leaves of Grass (1855) de Walt Whitman.

## Cuprins
Colecția cuprinde următoarele povestiri:
- "The Kilimanjaro Device"
- "The Terrible Conflagration Up at the Place"
- "Tomorrow's Child"
- "The Women"
- "The Inspired Chicken Motel"
- "Downwind from Gettysburg"
- "Yes, We'll Gather at the River"
- "The Cold Wind and the Warm"
- "Night Call, Collect"
- "The Haunting of the New"
- "I Sing the Body Electric!": un copil, Agatha, este dispus să accepte o bunică electrică ca un surogat pentru mama ei moartă, până când se dovedește că bunica este nemuritoare.[1]
- "The Tombling Day"
- "Any Friend of Nicholas Nickleby's Is a Friend of Mine"
- "Heavy-Set"
- "The Man in the Rorschach Shirt"
- "Henry the Ninth"
- "The Lost City of Mars"
- "Christus Apollo"

## Legături externe
- en  Istoria publicării lucrării I Sing the Body Electric la Internet Speculative Fiction Database
- Format:Isfdb contents
- en  Istoria publicării lucrării I Sing the Body Electric! and Other Stories la Internet Speculative Fiction Database